# Chenonceaux
Chenonceaux é uma comuna francesa na região administrativa do Centro-Vale do Loire, no departamento de Indre-et-Loire. Estende-se por uma área de 4,35 km². Em 2010 a comuna tinha 355 habitantes (densidade: 81,6 hab./km²).

## Toponímia
Baixo latim cella = pequeno quarto, casa estreita, casa de campo, e Chenon, nome pessoal de origem latina Canonis variante de Canus, que resulta regularmente em Chenon por sibilante do c inicial em ch; Chenonceaux significaria: a casa de campo de Chenon. O x final é silencioso e parasita.

Tomas de Chemuncellum, 1096 (cartulário de Noyers, carta 242) ; Parrochia de Chenuncellis, 1105 (Archives du Cogner, H 197, cartulário da abadia de Villeloin) ; Parochia de Chenunceau, 1234 ; Chenuncellum, Chenunceau, 1243 ; Chanuncellum, 1248 (Dom Housseau, Carta de Marmoutier); Chenonceaux, 25 de setembro de 1515 lLetras patentes do arcebispo de Tours) ; Chenonceau, século XVIII (Carta de Cassini).

## Cultura local e patrimônio

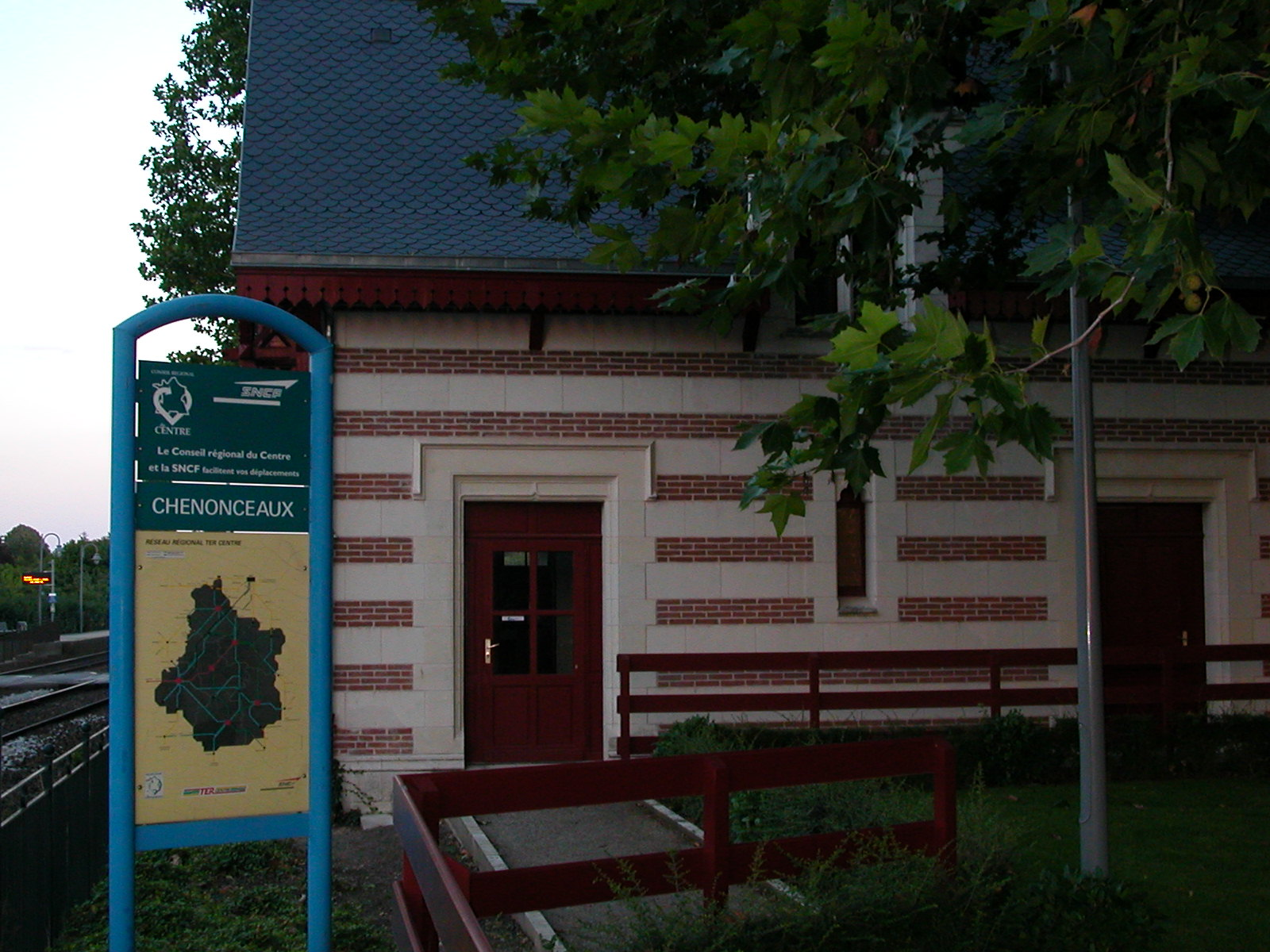
A estação de Chenonceaux
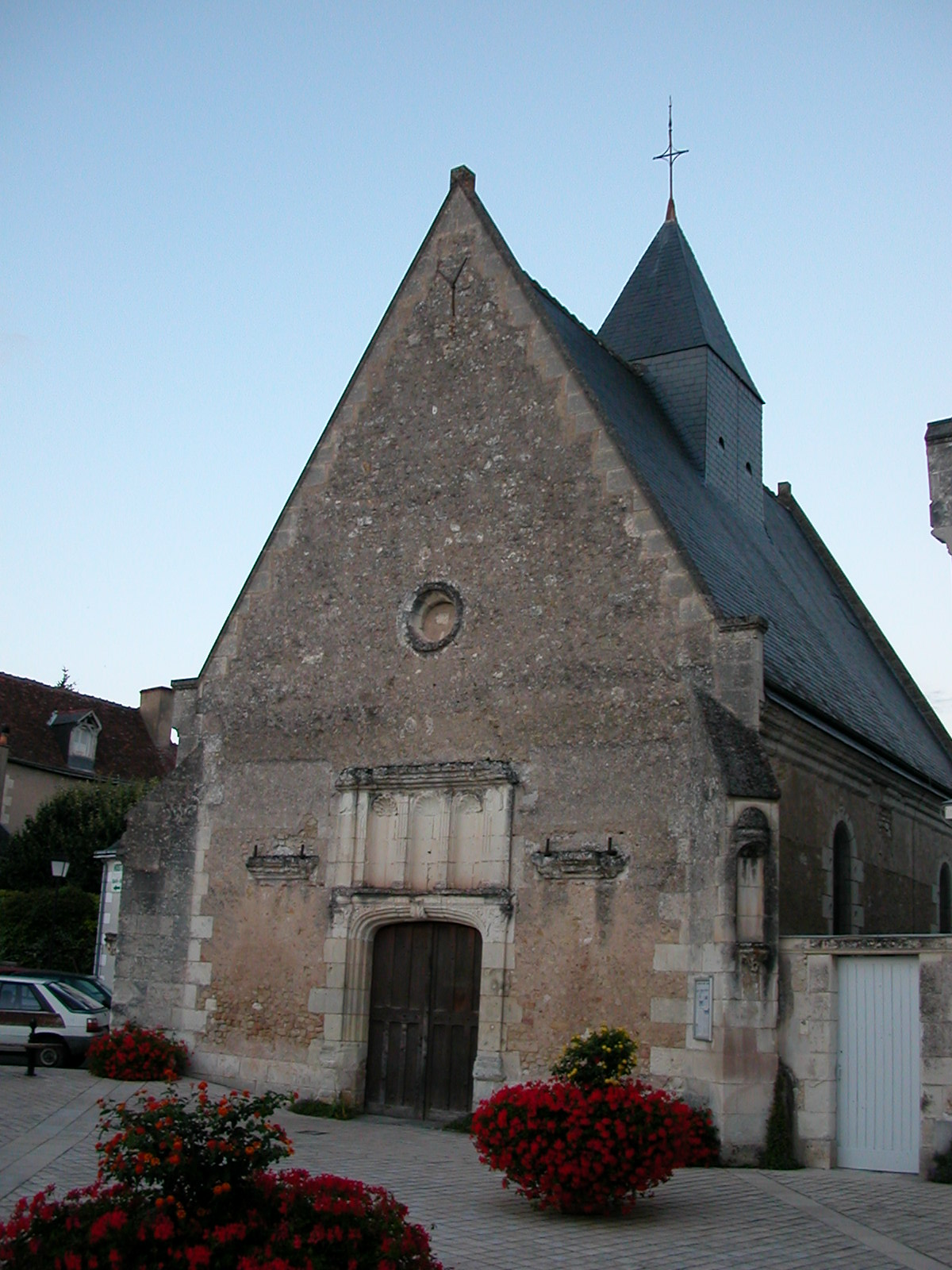
A igreja Saint-Jean-Baptiste
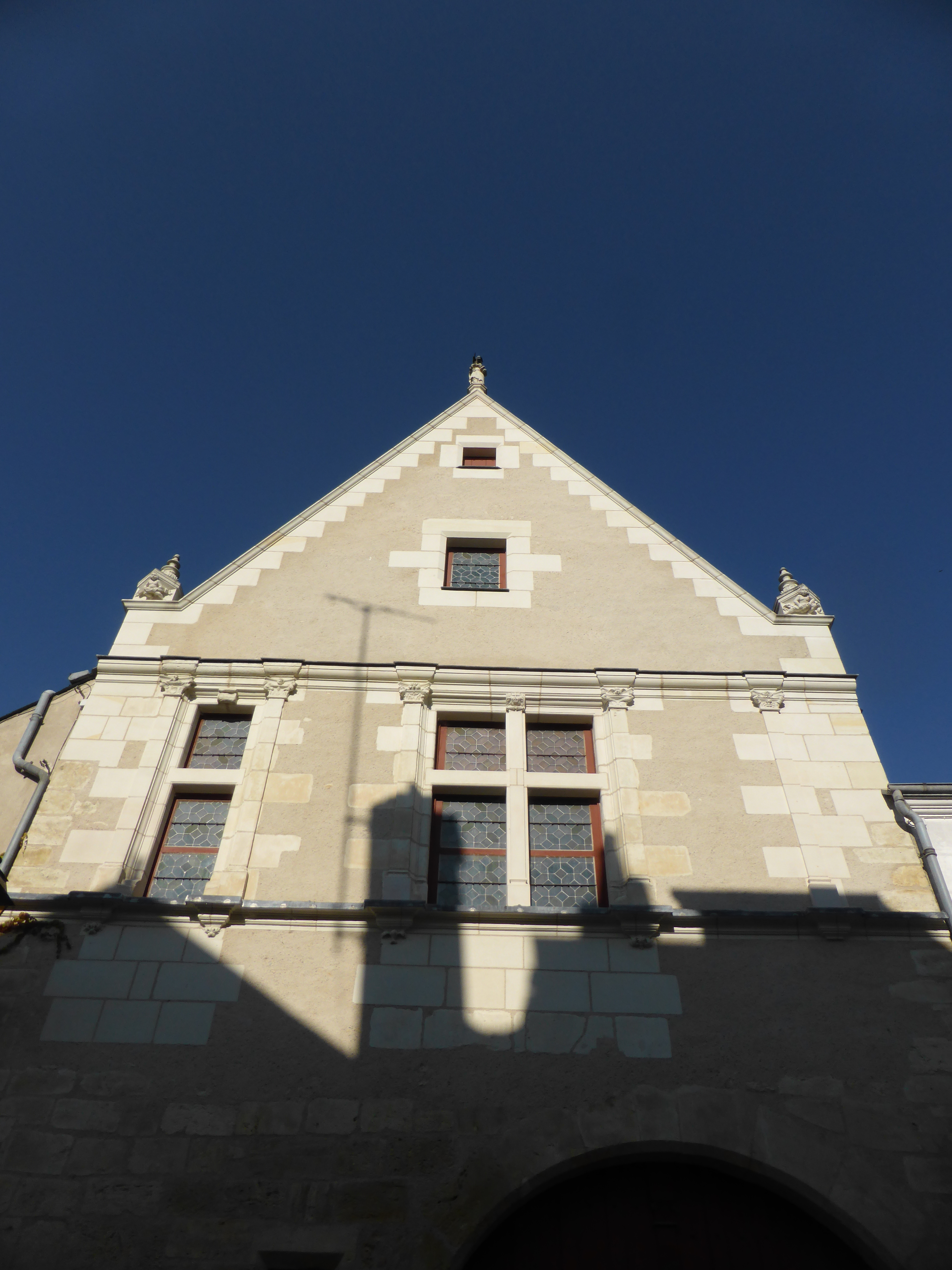
A maison des Pages
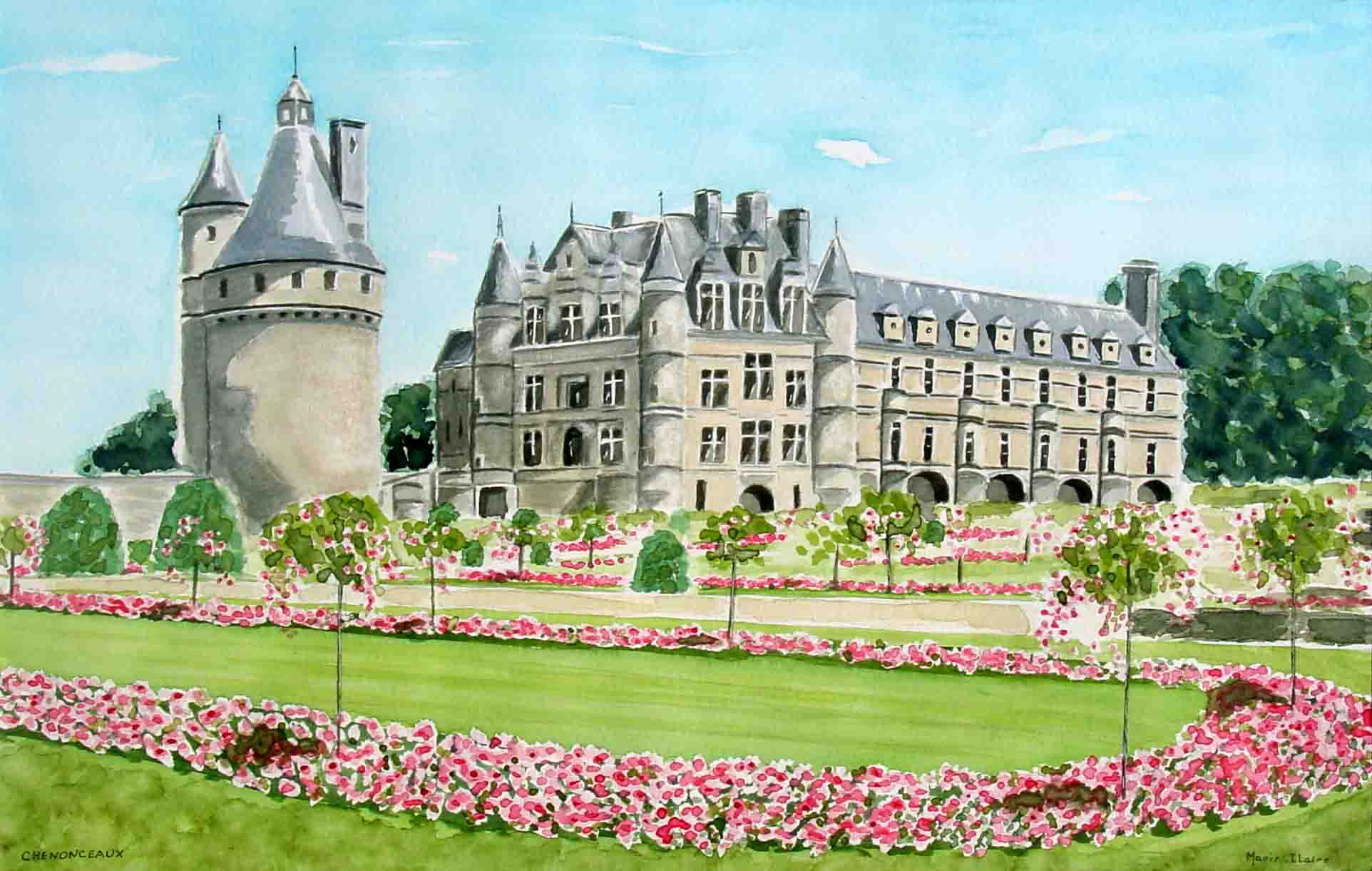
O castelo e os seus jardins de flores.

- Sobre o território da comuna se localiza o Castelo de Chenonceau.
- A 'église Saint-Jean-Baptiste.
- A maison du garde-barrière.
- A maison des Pages[2].

### Personalidades ligadas à comuna
O médico Pierre Bretonneau foi prefeito de Chenonceaux de 1803 a 1807.